# Dead Dead Demon’s Dededede Destruction
Dead Dead Demon's Dededede Destruction (яп. デッドデッドデーモンズデデデデデストラクション Дэддо Дэддо Дэ:мондзу Дэдэдэдэдэсуторакусён), или сокращённо DDDDD, — сэйнэн-манга Инио Асано. Сюжет повествует о жизни двух девочек-подростков в мире, в котором Токио был захвачен инопланетными космическими кораблями. Выпускалась в период с апреля 2014 по февраль 2022 в журнале Big Comic Spirits издательства Shogakukan.
Анонсирована аниме-адаптация от студии Production +h.
По состоянию на март 2022, тираж Dead Dead Demon's Dededede Destruction составляет более 3 миллионов копий. В 2021 году манга стала лауреатом  премии Shogakukan, а также получила награду за выдающиеся достижения на 25-м фестивале Japan Media Arts Festival в 2022 году.